# Meir Zarchi
Meir Zarchi (výslovnost: [Zarki]; narozen 1937) je americký filmový režisér, scenárista a producent židovského původu.
V roce 1978 natočil thriller Plivu na tvůj hrob, původně nazvaný Day of the Woman (Den ženy). Hlavní roli v něm ztvárnila Camille Keatonová, která byla v letech 1979–1982 jeho manželkou. Napsal, režíroval a produkoval také film Don't Mess with My Sister! z roku 1985. Byl producentem a spolupodílel se na remaku debutového filmu pod stejným názvem v angličtině I Spit on Your Grave z roku 2010.